# روزگار نازنین طلعت مهربان
روزگار نازنین طلعت مهربان نمایشنامه‌ای نوشته محمد چرمشیر است که توسط انتشارات شورآفرین به چاپ رسیده‌است. در این نمایشنامه دو زن از حسادت‌ها، آرزوها، انتظارها، خاطره‌ها و عشق‌ها و زخم‌های خود حرف می‌زنند.
روزگار نازنین طلعت مهربان بارها در سالن‌های مختلف تئاتر به‌روی صحنه رفته‌است.